# Выхватневцы (Каменец-Подольский район)
Выхватневцы (укр. Вихватнівці) — село в Каменец-Подольском районе Хмельницкой области Украины.
Население по переписи 2001 года составляло 572 человека. Почтовый индекс — 32392. Телефонный код — 3849. Занимает площадь 2,183 км².

## Местный совет
32385, Хмельницкая обл., Каменец-Подольский р-н, с. Китайгород, ул. Ленина, 70